# Emmentaler Alpen
De Emmentaler Alpen (Emmengruppe in het Geografisch Lexicon van Zwitserland) zijn een bergketen aan de noordelijke rand van de Alpen en liggen in de Zwitserse kantons Bern, Luzern, Obwalden en (voor een kleine tip) Nidwalden. Het Berner Oberland begint in het zuidelijke deel van de Emmentaler Alpen (bergketens direct ten noorden van de Thunersee en de Brienzersee). De groep wordt omringd door het Zwitserse Plateau en de Urner-, Berner- en Freiburger Alpen. De regio (en voormalig district) Entlebuch ligt in het centrum. Het hoogste punt is de Brienzer Rothorn boven de noordelijke oever van de Brienzersee, een bergtop met een driekantonspunt met de kantongrenzen van Bern, Luzern en Obwalden.
Het Emmental en de rivier de Emme geven de regio en het gebergte zijn naam.

## Afbakening
De Emmentaler Alpen worden begrensd (met de klok mee, vanaf het noorden) door de Kleiner Emme, het Vierwoudstrekenmeer met het meer van Alpnach, de Sarner Aa, het Lungermeer, de Brünigpas, het meer van Brienz, het meer van Thun, de Aare, de Chise, het Schüpbachkanaal, de Emme, de Grüene, Griesbach, Rotbach, Langete, Luthern en Seewag en beslaan een oppervlakte van 1.800 km².
Het hoogtebereik strekt zich uit van 429 m boven zeeniveau (in Emmen) tot 2.348 m boven zeeniveau (op de Brienzer Rothorn).

## Overzicht
Hohgant-, Sigriswil- en Güggis-bergkammen
In het centrum van de Emmentaler Alpen ligt een dominante bergketen die van zuidwest naar noordoost loopt. Ten noorden van deze keten ligt een vlakker bekken richting de Zwitserse Hoogvlakte. Het gebergte begint met twee parallelle massieven die van het meer van Thun naar het noordoosten lopen. De Sigriswilergrat is de noordelijke en de Güggisgrat de zuidelijke. Na zo'n zes kilometer volgt de bergkam van de Sieben Hengste tussen de twee. Na drie kilometer wordt deze door de Grünenbergpas gescheiden van het Hohgant-gebergte.
Schrattenfluh, Beichlen, Rämisgummen
Na nog eens zeven kilometer scheidt het diepe dal van de Emme het Schrattenfluh. Deze keten eindigt na zes kilometer bij de Waldemme en wordt gevolgd door enkele lagere en kleinere bergkammen in het noordoosten, waaronder de Beichlen.
Pilatus
Daarna vlakt het terrein een beetje af totdat het massief van de Pilatus oprijst voor het Vierwoudstrekenmeer.
Giswiler Stöcke en Brienzergrat
Tussen Hohgant en de Brienzersee ligt de Brienzergrat, waarvan de hoogste top (Brienzer Rothorn) ook de hoogste van de hele groep is.
Napfgebiet
De meest noordelijke subgroep die overgaat in het Zwitserse plateau is het Napf-gebied met de Napf als hoogste berg.

## Bergtoppen

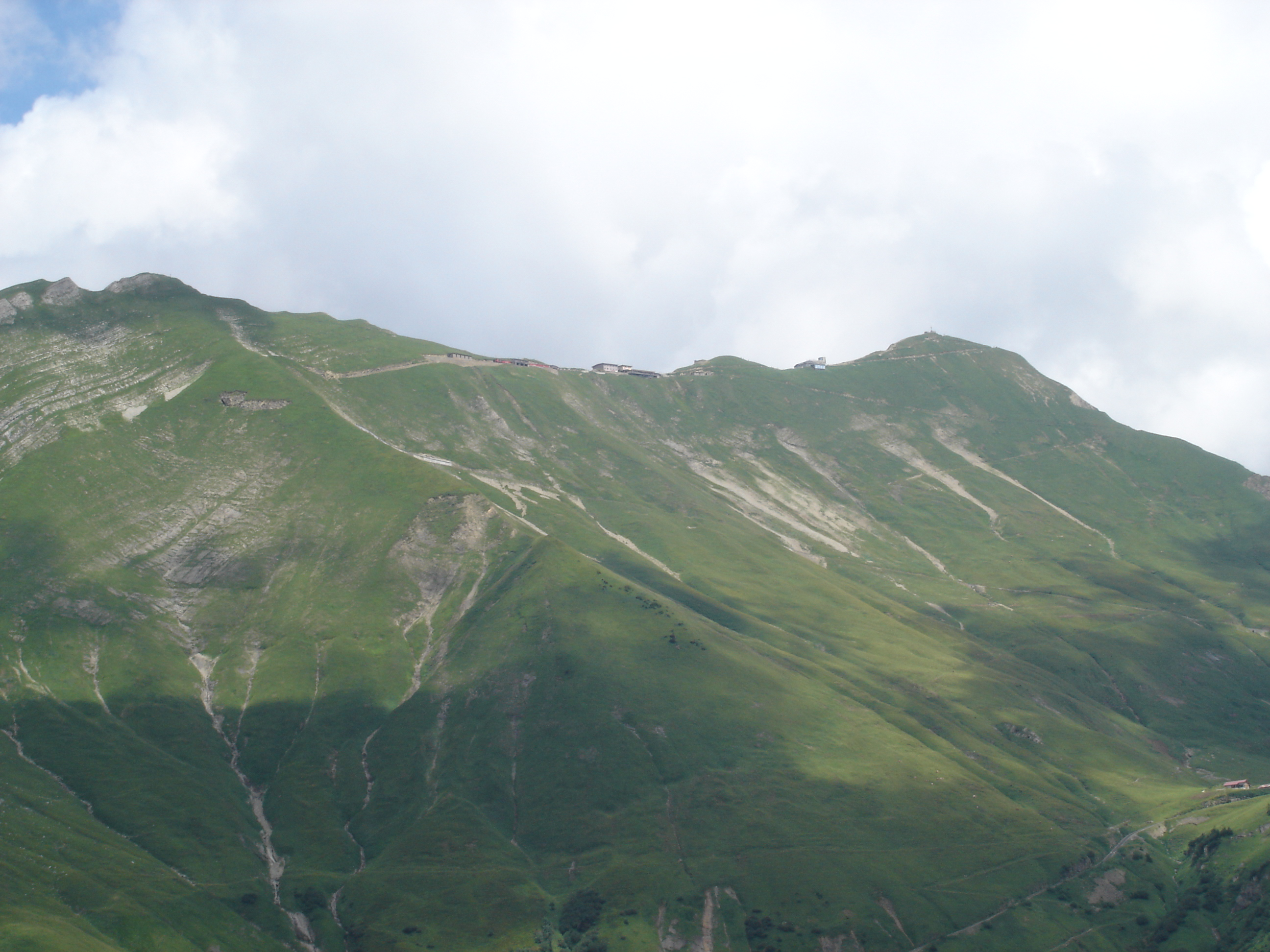
Brienzer Rothorn

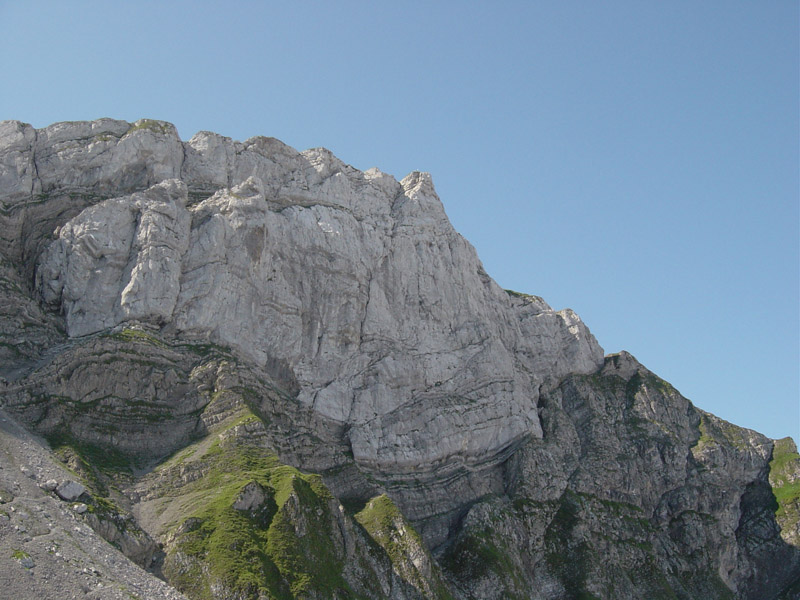
Tomlishorn

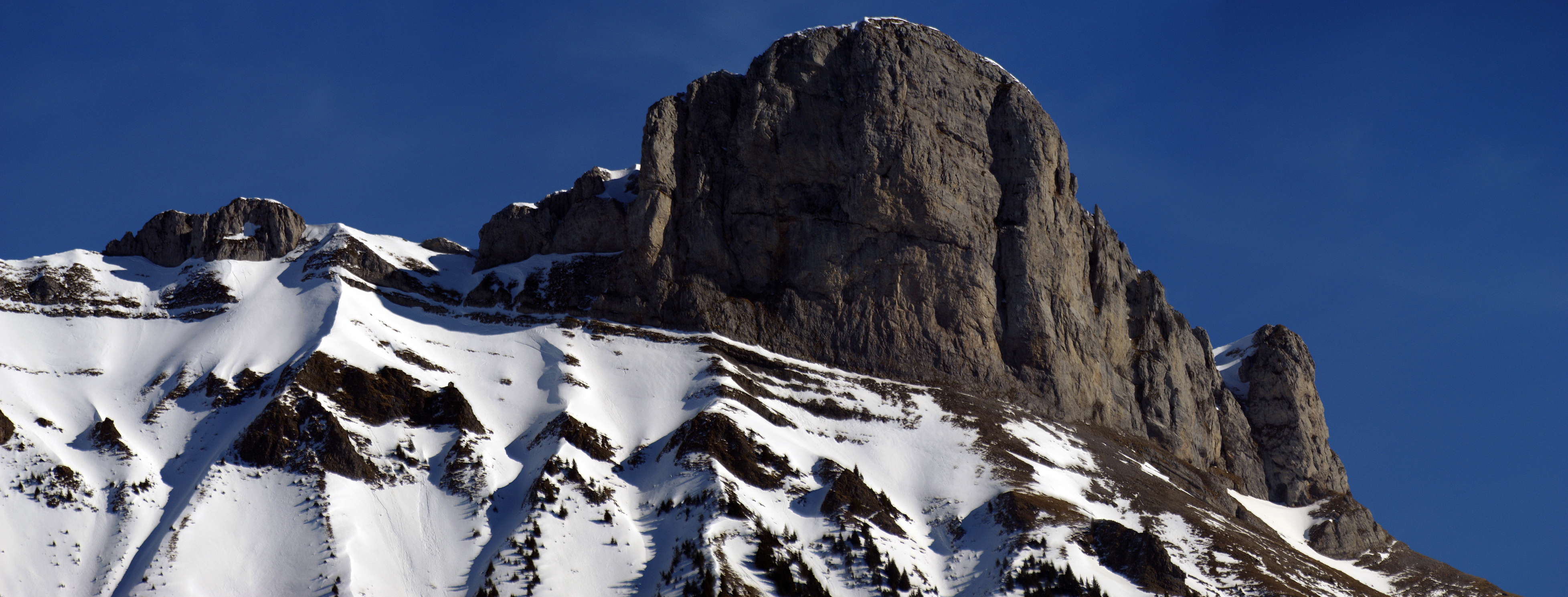
Schibengütsch

| Berg                | Hoogte  | Berggroep       |
| ------------------- | ------- | --------------- |
| Brienzer Rothorn    | 2.348 m | Brienzergrat    |
| Tannhorn            | 2.221 m | Brienzergrat    |
| Furggengütsch       | 2.197 m | Hohgant         |
| Briefenhorn         | 2.165 m | Brienzergrat    |
| Steinigi Matte      | 2.163 m | Hohgant         |
| Tomlishorn          | 2.129 m | Pilatus         |
| Esel                | 2.119 m | Pilatus         |
| Hengst              | 2.093 m | Schrattenfluh   |
| Hächlen             | 2.089 m | Schrattenfluh   |
| Widderfeld          | 2.075 m | Pilatus         |
| Burgfeldstand       | 2.064 m | Güggisgrat      |
| Hohgant West        | 2.063 m | Hohgant         |
| Gemmenalphorn       | 2.061 m | Güggisgrat      |
| Sigriswiler Rothorn | 2.051 m | Sigriswilergrat |
| Ällgäuhorn          | 2.047 m | Brienzergrat    |
| Matthorn            | 2.041 m | Pilatus         |
| Schibengütsch       | 2.037 m | Schrattenfluh   |
| Mittaghorn          | 2.014 m | Sigriswilergrat |
|                     |         |                 |
| Napf                | 1.406 m | Napfgebiet      |